# Anochetus agilis
Anochetus agilis é uma espécie de formiga do gênero Anochetus, pertencente à subfamília Ponerinae.